# Torre talaia de la Porqueriza
La Torre talaia de la Porqueriza, també coneguda com a Torre de Tózar, és una torre de guaita d'època nassarita, situada prop de la localitat de Tózar, en el municipi de Moclín, a la província de Granada (Espanya).

## Descripció
Està situada sobre una elevació calcària, al costat de la carretera de Tózar a Moclín, i prop d'un jaciment arqueològic d'època ibèrica, amb abundant ceràmica, existint a més diverses restes constructives de la Guerra Civil espanyola.
Té planta circular i desenvolupament cilíndric, construïda amb paredat i farcit, de quarsites i travertí, amb argamassa abundant en calç, conservant en alguns llocs l'esquerdejat. El paredat està ordenat amb ripis de pedra menuda o, fins i tot, de teula.
En conservar-se en alçada, és perceptible la finestra del seu terç superior, adovellada, que servia de porta a l'estança superior. Formava part del sistema defensiu del poderós Castell de Moclín, sent el seu punt més septentrional.